# Jacques Forestier
Jacques Ernes Forestier (ur. 27 lipca 1890 w Aix-les-Bains, zm. 15 marca 1978 w Paryżu) – francuski lekarz, internista i reumatolog, reprezentant kraju w rugby union.
Studiował i praktykował w Paryżu, był współzałożycielem Francuskiego Towarzystwa Reumatologii w 1928 roku. Jego ojciec, Henri Forestier, kierował uzdrowiskiem w Aix-les-Bains.
Jacques Forestier pamiętany jest za wprowadzenie do medycyny soli złota jako leku w reumatoidalnym zapaleniu stawów. Będące najstarszym stosowanym lekiem preparaty złota wciąż znajdują zastosowanie u niektórych pacjentów. Opisał też rozsianą idiopatyczną hiperostozę kośćca, znaną również jako choroba Forestiera. Razem z Jean-Athanase Sicardem opisał użycie lipiodolu w radiologii. 
Z francuską reprezentacją uczestniczył w turnieju rugby union na Letnich Igrzyskach Olimpijskich 1920 zdobywając srebrny medal.
W 1917 został Kawalerem Legii Honorowej w 1916 odznaczono go Medalem Wojskowym.